# Trzy Kopce (Beskid Żywiecki)
Trzy Kopce (1216 m) – szczyt w Grupie Pilska w Beskidzie Żywiecko-Orawskim (na Słowacji są to Oravské Beskydy). Znajduje się w głównym grzbiecie pomiędzy Rysianką a Palenicą. Od Rysianki oddziela go przełęcz bez nazwy, która ma jednak duże znaczenie topograficzne, oddziela bowiem Grupę Lipowskiego Wierchu i Romanki, do której należy Rysianka, od Grupy Pilska, do której należą Trzy Kopce.
Trzy Kopce są całkowicie porośnięte lasem. Przebiega przez nie granica polsko-słowacka oraz Wielki Europejski Dział Wodny. Północno-zachodnie stoki Trzech Kopców są polskie i opadają do doliny potoku Sopotnia, południowo-wschodnie do doliny słowackiego potoku Mutnianka. W pobliżu znajduje się rezerwat przyrody „Pod Rysianką”. Na szczycie krzyżują się dwa szlaki turystyczne.
W polskich Karpatach dość często występuje nazwa Trzy Kopce. Zazwyczaj tak nazywano miejsce, w którym spotykają się trzy grzbiety górskie i granice trzech miejscowości. Dawniej oznaczano je kamiennymi kopcami.
Na polskich stokach graniczą z sobą dwie miejscowości: Sopotnia Wielka w gminie Jeleśnia i Złatna w gminie Ujsoły (obydwie w województwie śląskim, powiecie żywieckim).

## Szlaki turystyczne na Trzy Kopce
Hala Miziowa – Trzy Kopce. 2:45 godz, 2 godz (Główny Szlak Beskidzki),
 schronisko na Hali Rysianka – Trzy Kopce. 0:40 godz, 0:40 h (Główny Szlak Beskidzki)
 bacówka PTTK na Krawcowym Wierchu – Bory Orawskie – Trzy Kopce. 2:45 godz, 2:30 h